# Antonio Rojano (futbolista)
Antonio Raúl Rojano (Salliqueló, Provincia de Buenos Aires, 27 de abril de 1991) es un futbolista argentino. Juega como delantero.

## Trayectoria
Antonio «Tony» Rojano surgió de las inferiores del Club Unión de Miguel Riglos, de Miguel Riglos, La Pampa. En el año 2009 pasó a las inferiores de Gimnasia y Esgrima La Plata. El 2 de octubre de 2010, debutó en Primera División jugando para Gimnasia y Esgrima La Plata, ingresando a la cancha como titular.
Luego de estar un año cedido a préstamo en Villa San Carlos, volvió a Gimnasia y Esgrima La Plata, en donde estuvo 6 meses sin jugar, ya que no fue tenido en cuenta por el DT y se suma en enero de 2013 a Sportivo Italiano a préstamo por 18 meses.
En 2017 dejó el equipo boliviano para ir al Hamilton Academical Football Club de Escocia.
En 2018 fue fichado por el Burgos Club de Fútbol de la 2ª división B de España.

## Clubes
| Club                              | País      | Año         |
| --------------------------------- | --------- | ----------- |
| Gimnasia y Esgrima La Plata       | Argentina | 2010 - 2011 |
| Villa San Carlos                  | Argentina | 2011 - 2012 |
| Gimnasia y Esgrima La Plata       | Argentina | 2012        |
| Sportivo Italiano                 | Argentina | 2013 - 2015 |
| Real Potosí                       | Bolivia   | 2015 - 2017 |
| Hamilton Academical Football Club | Escocia   | 2017 - 2018 |
| Burgos Club de Fútbol             | España    | 2018 -      |

## Palmarés

### Campeonatos nacionales
| Título             | Club              | País      | Año  |
| ------------------ | ----------------- | --------- | ---- |
| Torneo Primera "C" | Sportivo Italiano | Argentina | 2014 |